# Giacomo Quagliata
Giacomo Quagliata (Palermo, 19 februari 2000) is een Italiaans voetballer die als verdediger voor US Cremonese speelt.

## Carrière
Giacomo Quagliata speelde in de jeugd van Polisportiva Calcio Sicilia en FC Pro Vercelli 1892. Pro Vercelli verhuurde hem in het seizoen 2018/19 aan SSD Latina Calcio 1932 en de tweede seizoenshelft aan SSC Bari, beide uitkomend in de Serie D, het hoogste Italiaanse amateurniveau. Met Bari werd hij kampioen van de groep, wat promotie opleverde naar de Serie C. In het seizoen 2019/20 werd hij een vaste waarde bij Pro Vercelli in de Serie C. In de winterstop werd hij echter weggekocht door Heracles Almelo, als vervanger van Lennart Czyborra, maar hij debuteerde pas in het seizoen 2020/21. Dit was in de met 3-0 gewonnen bekerwedstrijd tegen Telstar op 28 oktober 2020. In augustus 2022, na de degradatie van de Heraclieden, transfereerde Quagliata naar US Cremonese, dat net was gepromoveerd naar de Serie A. De Almeloërs ontvingen €2 miljoen voor zijn diensten.

### Statistieken
| Seizoen                  | Club                     | Land           | Competitie     | Competitie | Competitie | Beker | Beker | Overig | Overig | Totaal | Totaal |
| Seizoen                  | Club                     | Land           | Competitie     | Wed.       | Dlp.       | Wed.  | Dlp.  | Wed.   | Dlp.   | Wed.   | Dlp.   |
| ------------------------ | ------------------------ | -------------- | -------------- | ---------- | ---------- | ----- | ----- | ------ | ------ | ------ | ------ |
| 2018/19                  | → SSD Latina Calcio 1932 | Italië         | Serie D        | 19         | 2          | 0     | 0     | 1      | 0      | 20     | 2      |
| 2018/19                  | → SSC Bari               | Italië         | Serie D        | 13         | 0          | 0     | 0     | 1      | 0      | 14     | 0      |
| 2019/20                  | FC Pro Vercelli 1892     | Italië         | Serie C        | 16         | 0          | 2     | 0     | 0      | 0      | 18     | 0      |
| 2019/20                  | Heracles Almelo          | Nederland      | Eredivisie     | 0          | 0          | 0     | 0     | –      | –      | 0      | 0      |
| 2020/21                  | Heracles Almelo          | Nederland      | Eredivisie     | 0          | 0          | 1     | 0     | –      | –      | 1      | 0      |
| 2021/22                  | Heracles Almelo          | Nederland      | Eredivisie     | 26         | 1          | 1     | 0     | –      | –      | 27     | 1      |
| Carrièretotaal           | Carrièretotaal           | Carrièretotaal | Carrièretotaal | 74         | 3          | 4     | 0     | 2      | 0      | 80     | 3      |
| Bijgewerkt op 2 mei 2022 |                          |                |                |            |            |       |       |        |        |        |        |